# Théâtre de Monsieur et Madame Kabal
Théâtre de Monsieur et Madame Kabal è un film d'animazione francese del 1967 diretto da Walerian Borowczyk, che riprende i personaggi introdotti nel cortometraggio del 1962 Le Concert de Monsieur et Madame Kabal.
Si tratta del primo lungometraggio e dell'ultimo film animato diretto da Borowczyk. Consiste di una sequenza di scene quasi scollegate tra loro, un po' come la scaletta di un vaudeville, nelle quali  il signore e la signora Kabal compiono azioni assurde, surreali e talvolta crudeli.

## Trama
Sullo schermo prende forma, assemblando le varie parti del corpo, una figura femminile pettoruta, che cambia più volte l'aspetto della sua testa cancellandola con un foglio di giornale, finché non arriva a quello definitivo, con un gran naso a becco e i capelli tirati all'indietro: questa è madame Kabal. Compare poi  il suo creatore grafico il quale le spiega che intende girare un film su di lei e suo marito. Madame Kabal, che parla con un grammelot incomprensibile, obietta che essi non sono attori, ma l'uomo le spiega che devono solo comportarsi naturalmente e al resto penserà lui.
Madame Kabal viene poi raggiunta dal marito, monsieur Kabal, e insieme vanno in gita al mare. Sulla spiaggia, il signor Kabal osserva col suo binocolo gli altri bagnanti (tra cui un uomo vestito con un completo nero e attorniato da belle ragazze che gli fa dei gestacci quando si accorge di essere osservato), ma deve anche rimettere insieme i pezzi di sua moglie quando questa perde letteralmente la testa.
L'animale domestico dei Kabal ha degli scontri con degli altri mostriciattoli; successivamente, mentre la Kabal è a letto per riposare, il marito va in giro per la città. Dopo aver visto in un cinema un documentario sul corpo umano, compie un esperimento sulla moglie per curare i suoi dolori, provocati da una farfalla che ha ingerito e che gira per il suo corpo: la decapita con una sega e le fa un'iniezione che ingigantisce il resto del corpo, nel quale entra per esplorarlo e scacciare la farfalla. Le regala poi una nuova testa.
Per sfamare sua moglie, monsieur Kabal cerca di abbattere un grosso uccello con arco e frecce; dopo molti tentativi riesce ad ottenere il suo scopo, e può riprendere il suo hobby di osservazione col binocolo. Madame Kabal si mette poi a guardare degli incontri di lotta libera su una televisione a gettone e desidera cimentarvisi col marito, che si mette a scappare, arrivando a trasformarsi in centauro, mentre la moglie è precipitata in un burrone. Egli la recupera ma continua a tenersene lontano; madame Kabal, entrata in una galleria, si trasforma in locomotiva e a quel punto il marito le balza addosso. Torna normale quando si scontra con un albero, dal quale un serpente che vi è avvinto le fa cadere in mano una mela, con la quale torna a casa. Il marito si mette a filmarla, poi va a letto. La moglie, dopo averlo cullato, vede in televisione un'esplosione atomica che la spinge a fabbricare delle munizioni con cui riveste la casa; accende poi una lunghissima miccia e la fa saltare in aria. Le farfalle raccolgono però tutti i brandelli e li fanno cadere al suolo in modo da ricomporla. Mentre il signor Kabal prepara una cenetta a base di pesce, compaiono alla porta di casa dei cloni dei protagonisti, che vengono abbattuti da un'esplosione.

## Produzione
Il film è realizzato utilizzando insieme disegni animati e cutout animation, ma anche illustrazioni statiche e fotografie. Il regista vi compare dal vivo, in una versione in bianco e nero al massimo contrasto. Vi sono anche inserti live action filmati a colori, quando viene mostrato ciò che il signor Kabal vede nel suo binocolo. Gli elementi animati sono per lo più in bianco e nero, con qualche raro elemento colorato.

## Distribuzione
Dopo la presentazione in concorso al Festival internazionale del film d'animazione di Annecy, il film uscì nelle sale francesi il 6 dicembre 1967.
In Italia fu proiettato nel 1970 alla rassegna del Cinema disegnato di Abano Terme e fu trasmesso in televisione dalla RAI. È stato reso disponibile per lo streaming dalla piattaforma MUBI.

## Accoglienza critica
Le critiche sono state generalmente positive. Nel modo in cui viene rappresentato il rapporto tra i due protagonisti sono stati visti dei riferimenti al teatro dell'assurdo, in particolare a quello di Samuel Beckett.

## Riconoscimenti
- 1967 – Internationales Filmfestival Mannheim-Heidelberg
  - Ducato d'oro[2]
  - Film evangelico internazionale[2]
- 1967 – Festival internazionale del film d'animazione di Annecy
  - Premio speciale della giuria[2]
- 1968 – Festival Internazionale del Documentario e del Cortometraggio di Bilbao
  - Premio della federazione dei cineclub[2]